# Romeo Seligmann

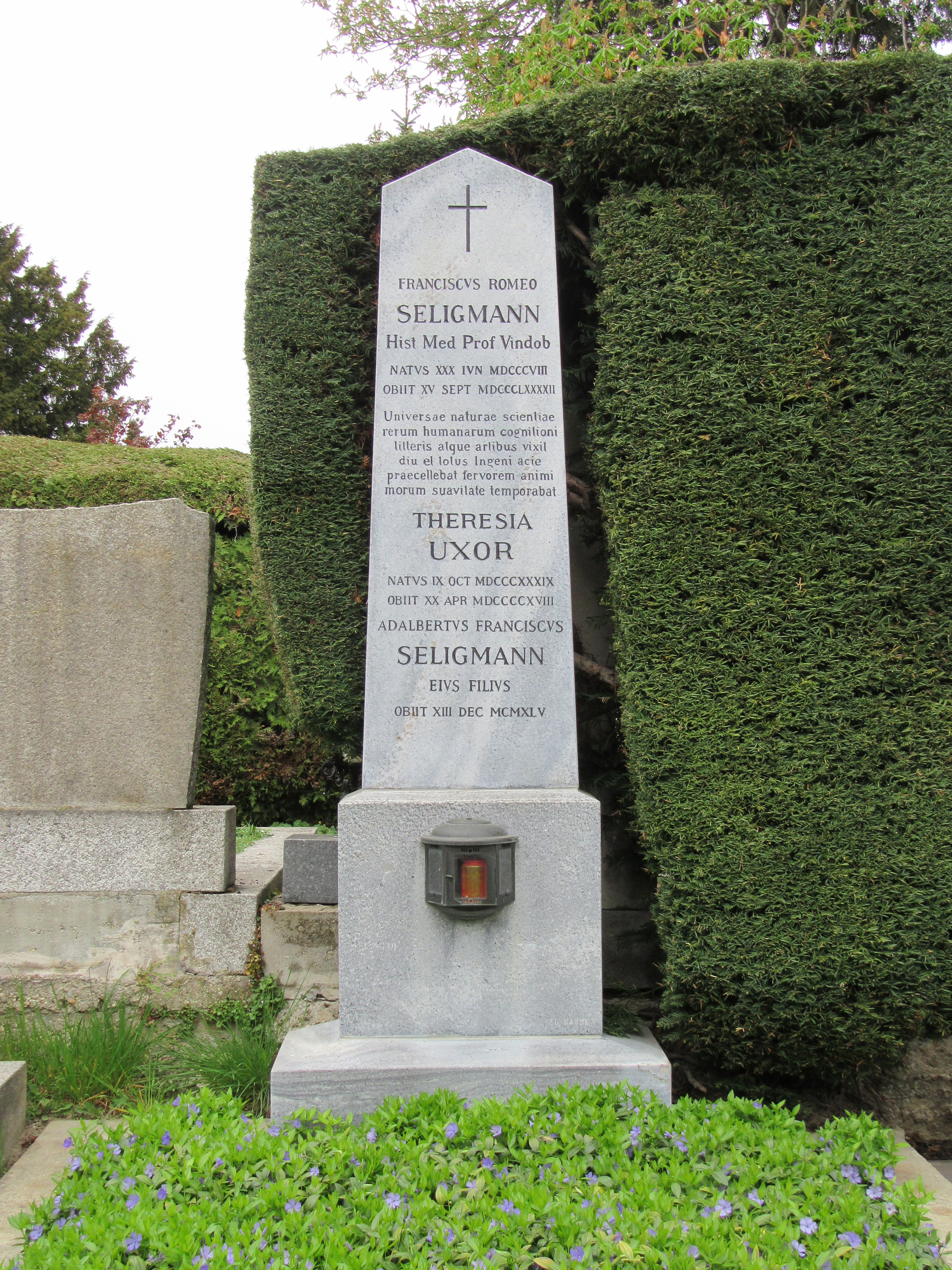
Grab der Familie Seligmann (Franz Romeo, Gattin Theresia und Sohn Adalbert) mit lateinischer Inschrift auf dem Döblinger Friedhof

Abraham Romeo Seligmann, meist Franz Romeo Seligmann genannt (* 30. Juni 1808 in Nikolsburg, heute Mikulov, in Mähren; † 15. September 1892 in Wien), war ein österreichischer Arzt und  Medizinhistoriker.

## Leben
Der Sohn des Arztes Isaak Seligmann begann bereits mit 17 Jahren sein Studium an der Universität Wien. Seligmann studierte nicht nur Medizin, sondern auch Sprachen und erlernte das Persische, um für seine Dissertation eine alte medizinische Handschrift lesen zu können. (De re medica Persarum, 1830) Später publizierte er auch einen Auszug des 2. Teils der Handschrift: Liber fundamentorum pharmacologiae auctore Abu Mansur . . , Epitome etc. (Pars I, II, Wien 1830, 33), nebst einer deutschen Kurzfassung. 1860 ließ er in der Wiener k. k. Staatsdruckerei das Facsimile mit Kommentar erscheinen: Codex Vindobonensis sive medici Abu Mansur... liber fundamentorum pharmacologiae.
Neben seiner Tätigkeit als Medizinhistoriker wirkte Seligmann auch als Choleraarzt und betrieb kunstgeschichtliche Studien. Während dieser Zeit war Seligmann fünf Jahre lang Sekundararzt im Allgemeinen Krankenhaus. Seligmann bewegte sich im Kreis um Karl von Holtei, Franz Grillparzer, Ludwig August Frankl von Hochwart, Eduard von Bauernfeld, Eduard von Feuchtersleben und Franz von Schober und entwickelte dort eine tiefere Bindung zu Ottilie von Goethe. 1869 wurde er Ordinarius an der Universität Wien auch beschäftigte er sich mit ethnografischen Untersuchungen (vor allem an Schädeln). Als an der damals modischen Phrenologie Interessierter besaß Seligmann auch Fragmente von Beethovens Schädel. 1879 trat Seligmann in den Ruhestand. Sein einziger Sohn war der Maler Adalbert Seligmann.

## Ehrungen
Im Jahr 1863 wurde er zum Mitglied der Deutschen Akademie der Naturforscher Leopoldina gewählt.
Das Seligmann-Tor auf dem Campus der Universität Wien wurde 1998 nach ihm benannt.